# Casello ferroviario

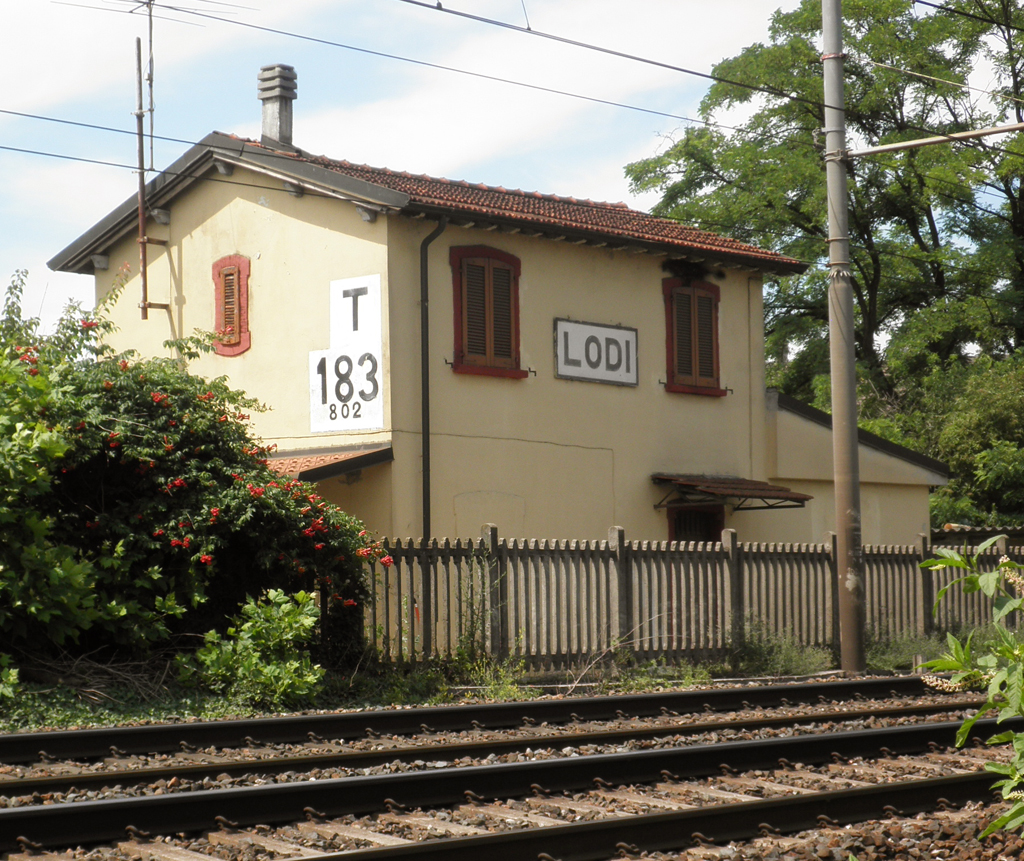
Ferrovia Milano-Bologna. Casa cantoniera posta al km 183,802 dalla stazione d'inizio della linea (Bologna Centrale), nella giurisdizione della stazione di Lodi, e dotata di posto telefonico connesso agli impianti limitrofi e alla rete a uso del personale ferroviario.

Un casello ferroviario o casa cantoniera ferroviaria è un edificio costruito lungo una linea ferroviaria, adibito all'alloggio di personale ferroviario responsabile della manutenzione e del controllo della linea.
Essi sono dislocati a intervalli regolari su tutte le linee costruite tra Ottocento e prima metà del Novecento e in tutti punti che richiedono una maggiore sorveglianza come ponti, passaggi a livello e bivi.
L'addetto che è impiegato nella suddetta struttura è chiamato casellante.

## Storia

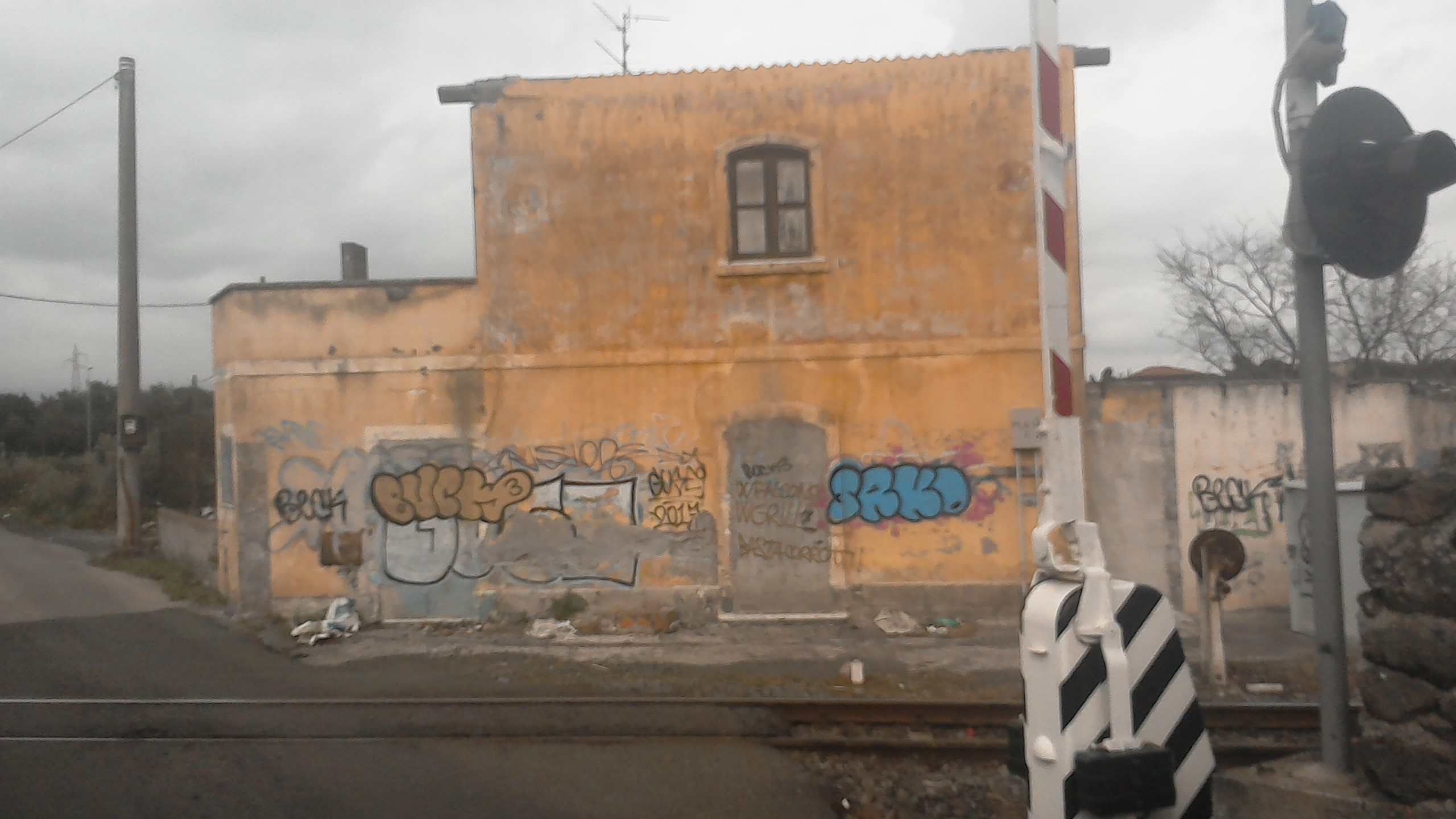
Un casello ferroviario della Ferrovia Circumetnea, ormai in disuso a causa dell'installazione di un passaggio a livello automatico.

Nella realizzazione delle prime linee ferroviarie nella prima metà del XIX secolo si rese necessario costruire delle case cantoniere che fossero sempre presenziate in modo da controllare costantemente tutta la linea.
Inizialmente i caselli erano costruiti a distanza regolare e in modo che potessero comunicare a vista tra di loro, per questo nelle linee più antiche sono distanti tra loro anche meno di un chilometro.
Il casellante, che pagava un affitto per alloggiare nella struttura, aveva il compito di controllare tutta la porzione di linea di propria competenza, prevenendo così incendi che potevano scaturire dalle scintille delle locomotive a vapore, e tenendo la sede sempre libera da piante infestanti.
Con la graduale introduzione del telegrafo e dei segnali elettrici e meccanici, la maggior parte dei caselli ha perso la loro funzione originale.
Molti tuttavia sono ancora in funzione vista la necessità di presenziare i punti critici della linea, come bivi e passaggi a livello.
A partire dal secondo dopoguerra molti caselli sono stati abbandonati, in particolare quelli in posizione isolata e quelli difficilmente raggiungibili. Quelli in prossimità dei centri abitati sono stati spesso alienati dalle società ferroviarie e riconvertiti in abitazioni private.

## Architettura
La struttura dei caselli ferroviari è molto semplice: la maggior parte di questi edifici è costituito da due piani fuori terra più uno scantinato.

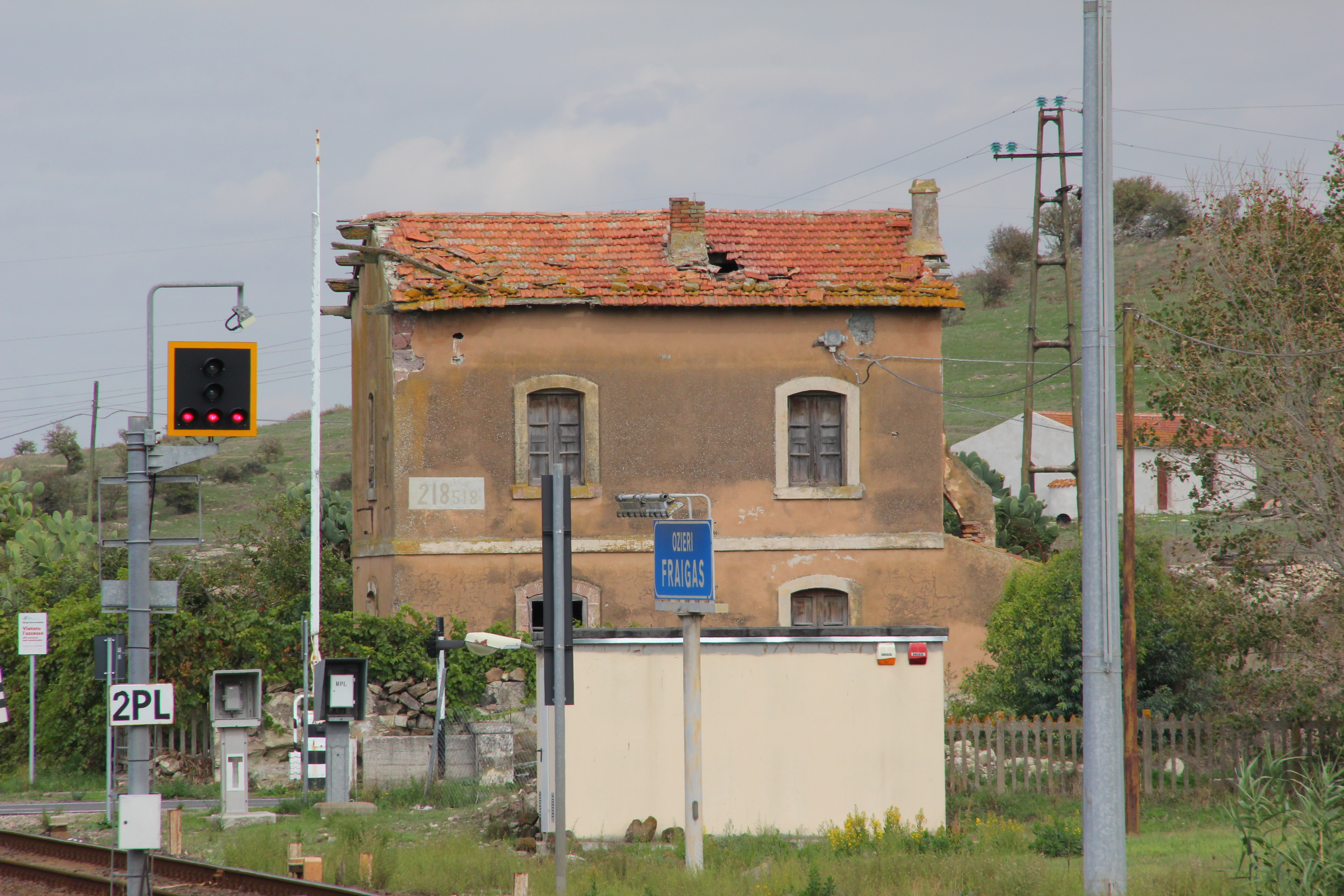
Un casello dismesso della Cagliari-Golfo Aranci, presso la stazione di Fraigas.

Nel piano terra vi è un locale tecnico e il soggiorno, mentre al primo piano si trova la camera da letto.
Quasi sempre era previsto un piccolo appezzamento di terreno adiacente alla costruzione per permettere al casellante di coltivare un orto.